# Donald Sinden
Sir Donald Alfred Sinden CBE (Plymouth, 9 ottobre 1923 – Wittersham, 12 settembre 2014) è stato un attore britannico.

## Biografia
La prima apparizione sui palcoscenici di Donald Sinden, in sostituzione del cugino Frank appena richiamato alle armi, risale al 1941 al Brighton Little Theatre (di cui molti anni dopo diventerà il presidente). L'impresario del teatro, Charles F. Smith, consentì poi a Sinden di fare il suo debutto come attore professionista nel gennaio 1942, con il ruolo di Dudley nella pièce George and Margaret, cui fecero seguito numerose altre interpretazioni in commedie moderne, spesso rappresentate per le forze armate impegnate nel secondo conflitto mondiale, a cui l'attore non partecipò in quanto inabile per problemi alla vista. Durante gli anni quaranta Sinden acquisì professionalità ed esperienza sul palcoscenico, affermandosi definitivamente nel 1949 con l'interpretazione del dramma The Heiress, per la regia di John Gielgud, recitando accanto a Ralph Richardson e Peggy Ashcroft. L'attore apparve in tutte le 644 repliche della pièce che furono rappresentate in un periodo di 19 mesi al Theatre Royal a Haymarket (Londra).
Se si escludono due precedenti apparizioni in parti minori, solo nel 1953 Sinden ebbe il suo primo ruolo importante sul grande schermo, quello del primo ufficiale Lockart nel dramma bellico Mare crudele, incentrato sulle tragiche vicende di una nave britannica, la Compass Rose, comandata dal colonnello Ericson (Jack Hawkins), durante la battaglia dell'Atlantico. Il film, diretto da Michael Balcon e girato presso gli Ealing Studios, consentì a Sinden di firmare un contratto di sette anni con la casa produttrice Rank Organisation e di acquisire la fama anche come interprete cinematografico. Negli anni successivi l'attore apparve in un gran numero di pellicole di successo, come Mogambo (1953), Sopra di noi il mare (1955), La tenda nera (1956), Tigre nella nebbia (1956), Whisky sì, missili no (1958), Sotto coperta con il capitano (1958), e in particolare le commedie Quattro in medicina (1954), e Dottore a spasso (1957), in entrambe le quali interpretò il ruolo dell'affascinante Tony Benskin, studente di medicina con la vocazione del dongiovanni, e poi medico, accanto a Dirk Bogarde. Nel 1974 partecipò al film Disney in live action L'isola sul tetto del mondo di Robert Stevenson.
Il teatro rimase tuttavia il primo amore di Sinden, che continuò durante tutta la sua esistenza a esibirsi sul palcoscenico, sia nel repertorio shakespeariano che nelle rappresentazioni moderne. Tra i molti ruoli da lui interpretati, quello del Duca di York nel dramma The Wars of the Roses, accanto a Peggy Ashcroft, in scena nel 1963 al West End, quello di Malvolio ne La dodicesima notte (1969) al fianco di Judi Dench, e quello di Arthur Wicksteed nella commedia Habeas Corpus di Alan Bennett, rappresentato a Broadway nel 1976, che consentì all'attore di ottenere una candidatura al Tony Award al miglior attore protagonista in uno spettacolo. Nel 1977 vinse il premio Evening Standard Award come miglior attore per il ruolo del protagonista nel Re Lear, messo in scena all'Aldwych Theatre di Londra.
Sinden dedicò gran parte della sua carriera anche al piccolo schermo, iniziando a frequentare i set televisivi alla fine degli anni cinquanta. Tra le sue interpretazioni, da ricordare quella del reverendo Stephen Young nella serie Our Man at St. Mark's, andata in onda per 39 episodi dal 1964 al 1966, quella dell'inappuntabile maggiordomo Robert Hiller nel telefilm Two's Company (1975-1979), accanto a Elaine Stritch, e quella del commerciante di antichità Simon Peel nella sit com Nemici amici, andata in onda con grande successo di pubblico dal 1981 al 1991 per un totale di 67 episodi. Ancora attivo negli anni duemila, interpretò la parte dell'anziano giudice Sir Joseph Channing, suocero del protagonista (Martin Shaw) della serie Judge John Deed, dal 2001 al 2007, e apparve nell'episodio Shot at Dawn (2008) della serie poliziesca L'ispettore Barnaby, nel ruolo del colonnello Henry Hammond.
Ritiratosi dalle scene nel 2010, dopo una carriera durata sessant'anni, Donald Sinden morì il 12 settembre 2014, all'età di 90 anni, dopo aver sofferto per anni di un cancro alla prostata. Dal matrimonio celebrato nel 1948 con l'attrice Diana Mahoney (morta nel 2004), Sinden ebbe due figli, Jeremy, nato nel 1950 e scomparso nel 1996, divenuto anch'egli attore sulle orme paterne, e Marc, nato nel 1954, affermatosi come regista cinematografico e produttore teatrale al West End.

## Filmografia

### Cinema
- Nebbie del passato (Portrait from Life), regia di Terence Fisher (1948)
- Mare crudele (The Cruel Sea), regia di Charles Frend (1953)
- Mogambo, regia di John Ford (1953)
- A Day to Remember, regia di Ralph Thomas (1953)
- Prigioniero dell'harem (You Know What Sailors Are), regia di Ken Annakin (1954)
- Quattro in medicina (Doctor in the House), regia di Ralph Thomas (1954)
- Il grande flagello (The Beachcomber), regia di Muriel Box (1954)
- Mad About Men, regia di Ralph Thomas (1954)
- Simba, regia di Brian Desmond Hurst (1955)
- Sopra di noi il mare (Above Us the Waves), regia di Ralph Thomas (1955)
- Josephine and Men, regia di Roy Boulting (1955)
- An Alligator Named Daisy, regia di J. Lee Thompson (1955)
- La tenda nera (The Black Tent), regia di Brian Desmond Hurst (1956)
- Donna da uccidere (Eyewitness), regia di Muriel Box (1956)
- Tigre nella nebbia (Tiger in the Smog), regia di Roy Ward Baker (1956)
- Dottore a spasso (Doctor at Large), regia di Ralph Thomas (1957)
- Whisky sì missili no (Rockets Galore), regia di Michael Relph (1958)
- Sotto coperta con il capitano (The Captain's Table), regia di Jack Lee (1959)
- Operation Bullshine, regia di Gilbert Gunn (1959)
- Your Money or Your Wife, regia di Anthony Simmons (1960)
- L'assedio di Sidney Street (The Siege of Sidney Street), regia di Robert S. Baker e Monty Berman (1960)
- Twice Round the Daffodils, regia di Gerald Thomas (1962)
- Tu vivrai (Mix Me a Person), regia di Leslie Norman (1962)
- Le disavventure di un guardone (Decline and Fall... of a Birdwatcher), regia di John Krish (1968)
- Il mascalzone (Villain), regia di Michael Tuchner (1971)
- Rentadick, regia di Jim Clark (1972)
- The National Health, regia di Jack Gold (1973)
- Father Dear Father, regia di William G. Stewart (1973)
- Il giorno dello sciacallo (The Day of the Jackal), regia di Fred Zinnemann (1973)
- L'isola sul tetto del mondo (The Island at the Top of the World), regia di Robert Stevenson (1974)
- Toccarlo... porta fortuna (That Lucky Touch), regia di Christopher Miles (1975)
- The Children, regia di Tony Palmer (1990)
- Balto, regia di Simon Wells (1995)
- Alice nel Paese delle Meraviglie (Alice in Wonderland), regia di Nick Willing (1999)
- The Accidental Detective, regia di Vanna Paoli (2003)
- Labrats, regia di Paul Brannigan (2010)
- Run for Your Wife, regia di Ray Cooney, John Luton (2012)
- Blowing Dandelions, regia di Nathan Theys (2012)

### Televisione
- A Bullet in the Ballet – film TV (1947)
- BBC Sunday-Night Theatre – serie TV, 1 episodio (1958)
- ITV Play of the Week – serie TV, 1 episodio (1958)
- ITV Television Playhouse – serie TV, 1 episodio (1959)
- The Mystery of Edwin Drood, regia di Mark Lawton – miniserie TV (1960)
- Drama 61-67 – serie TV, 1 episodio (1961)
- Festival – serie TV, episodio 1x11 (1964)
- First Night – serie TV, 1 episodio (1964)
- Our Man at St. Mark's – serie TV, 39 episodi (1964-1966)
- The Wars of the Roses – serie TV, 3 episodi (1965)
- Blackmail – serie TV, 1 episodio (1965)
- Il prigioniero (The Prisoner) – serie TV, 1 episodio (1966)
- Armchair Theatre – serie TV, 1 episodio (1968)
- Late Night Horror – serie TV, 1 episodio (1968)
- Play of the Month – serie TV, 1 episodio (1969)
- Caro papà (Father Dear Father) – serie TV, 3 episodi (1969-1972)
- The Ten Commandments – serie TV, 1 episodio (1971)
- Thirty-Minute Theatre – serie TV, 7 episodi (1971)
- Poliziotti in cilindro: i rivali di Sherlock Holmes (The Rivals of Sherlock Holmes) – serie TV, 1 episodio (1971)
- The Organization – serie TV, 7 episodi (1972)
- The Confederacy of Wives, regia di Peter Duguid – film TV (1975)
- Against the Crowd – serie TV, 1 episodio (1975)
- Two's Company – serie TV, 29 episodi (1975-1979)
- The Morecambe & Wise Show – serie TV, 1 episodio (1978)
- All's Well That Ends Well, regia di Elijah Moshinsky – film TV (1981)
- Present Laughter, regia di Rick Gardner e Alan Strachan – film TV (1981)
- Nemici amici (Never the Twain) – serie TV, 67 episodi (1981-1991)
- Theatre Night – serie TV, 1 episodio (1988)
- Fantasma per amore (The Canterville Ghost), regia di Sid Macartney – film TV (1996)
- The Treasure Seekers, regia di Juliet May – film TV (1996)
- Cuts, regia di Martyn Friend – film TV (1996)
- The Canterville Ghost, regia di Crispin Reece – film TV (1997)
- Richard II, regia di Deborah Warner – film TV (1997)
- Nancherrow, regia di Simon Langton – film TV (1999)
- How Proust Can Change Your Life, regia di Peter Bevan – film TV (2000)
- Creche Landing, regia di John O'Driscoll – film TV (1998)
- Judge John Deed – serie TV, 20 episodi (2001-2007)
- L'ispettore Barnaby (Midsomer Murders) – serie TV, episodio 11x02 (2008)
- Miss Marple (Agatha Christie's Marple) – serie TV, episodio 5x03 (2010)

## Doppiatori italiani
Nelle versioni in italiano dei suoi film Donald Sinden è stato doppiato da:
- Giuseppe Rinaldi in Mogambo, Quattro in medicina, Simba, Sopra di noi il mare
- Emilio Cigoli in Mare crudele
- Nando Gazzolo in Dottore a spasso
- Mario Bardella in Il giorno dello sciacallo
- Sergio Fiorentini in L'isola sul tetto del mondo
- Giorgio Piazza in Toccarlo... porta fortuna

Da doppiatore è sostituito da:
- Mario Milita in Balto
- Neri Marcorè in Alice nel Paese delle Meraviglie